# Handball-Landesliga Bayern 2006/07
Die Handball-Landesliga Bayern 2006/07 wurde unter dem Dach des Bayerischen Handballverbandes (BHV) organisiert, sie stellt den Unterbau zur Handball-Bayernliga dar und war als fünfthöchste Spielklasse im deutschen Ligensystem eingestuft.

## Saisonverlauf
Meister der Landesliga Nord wurde die SG DJK Rimpar und Meister der Südgruppe war der TSV Haunstetten. Beide Clubs waren damit auch direkt für die Bayernliga 2007/08 qualifiziert. Die Aufstiegsrelegation gewann der TSV Winkelhaid, der als dritter Aufsteiger nachrückte.

### Modus
Die in Gruppe Nord und Süd eingeteilte Liga bestand aus je 12 Mannschaften. Es wurde eine Hin- und Rückrunde gespielt. Platz eins jeder Gruppe war Staffelsieger und Direktaufsteiger in die Bayernliga. Die zweiten Plätze spielten in einer Relegation den dritten Aufsteiger aus. Die Platzierungen zehn bis zwölf jeder Gruppe waren Direktabsteiger.

Bereich des „Bayer. Handballverbandes“ (BHV)

## Teilnehmer
Nicht mehr dabei waren die Aufsteiger der Vorsaison HG Ansbach, TSV Aichach, TB 03 Roding und je drei Absteiger aus der Nord- und Südgruppe. Neu dabei waren die Absteiger aus der Bayernliga TSV Unterhaching, TV 1862 Helmbrechts und der TSV Niederraunau. Dazu kamen die Aufsteiger aus den Bezirksligen. 

### Aufstiegsrelegation
Die Relegation gewann der TSV Winkelhaid.